# De annunciatie (Simone Martini en Lippo Memmi)
De annunciatie is een altaarstuk van de Siënese meesters Simone Martini en Lippo Memmi uit 1333. Het is oorspronkelijk geschilderd voor een zijaltaar in de kathedraal van Siena naast de Maestà van Duccio.
Het niet-sluitbare drieluik is voorzien van een gotische architecturale omlijsting. Op de zijpanelen staan twee heiligen afgebeeld, waarschijnlijk Margaretha en Ansanus. Boven de vier buitenste bogen zijn verder vier heiligen in kleine tondi afgebeeld. Boven in de middelste boog is een wolk van serafijnen met de neerdalende Heilige Geest geschilderd. Zowel de omlijsting als de achtergrond van de voorstellingen zijn verguld.
De annunciatie is een uitbeelding van het verhaal volgens Lucas 1:26-35, waarin de aartsengel Gabriël Maria bezoekt om haar te melden dat God haar uitverkoren heeft om de moeder van zijn zoon te worden.
Simone Martini stierf in dienst van het pauselijk hof in 1344 in Avignon. Na zijn dood zou, volgens de biografie in Giorgio Vasari Levens, zijn zwager Lippo Memmi een gedeelte van zijn werken, waaronder volgens de huidige kunsthistorische opvattingen, dan ook De annunciatie hebben voltooid.
Het schilderij behoort tot de collectie van de Uffizi in Florence.

## Het schilderij in de literatuur
Louis Couperus merkt in zijn Reis-impressies op dat dit schilderij dat in de "Oostelijke galerij der Uffizië hangt" daar schittert "als éen straal van goud".